# La fabbrica del rock - The Wrecking Crew
La fabbrica del rock - The Wrecking Crew (The Wrecking Crew) è un film documentario del 2008 diretto da Denny Tedesco.
La pellicola, che ripercorre la storia del gruppo di musicisti di Los Angeles noto come the Wrecking Crew, è stato presentato in anteprima mondiale al South by Southwest Film Festival.

## Trama
La musica statunitense degli anni '60 era dominata da giovani gruppi come i Beach Boys, i Mamas & the Papas, Jan and Dean e i Monkees. L'ascolto del rock and roll sui jukebox e sulle autoradio creava fan devoti di questi gruppi, la cui musica comunicava l'ottimismo e il dolore di una generazione in lotta con forti correnti controculturali. 
Le case discografiche soddisfacevano la richiesta di questo pubblico emergente con nuove canzoni e gruppi musicali, il tutto confezionato con fotografie artistiche e profili biografici. Un elemento molto importante non veniva però reso noto al pubblico: le band, in molti casi, non suonavano gli strumenti ascoltati nei loro dischi, il compito di registrare il tempo, l'intonazione e il timbro perfetti è stato assegnato ad un piccolo gruppo di esperti turnisti.
Il film documenta il lavoro dei musicisti in studio che hanno registrato le tracce di successi come "California Dreamin'", "These Boots Are Made for Walkin'", "Be My Baby", "The Beat Goes On" e "Good Vibrations". Interviste con produttori, ingegneri del suono e musicisti rivelano il lavoro di coloro che hanno permesso di trasformare pochi semplici accordi in un fenomeno internazionale.

## Produzione
Il progetto cinematografico è nato da Denny Tedesco per rendere omaggio a suo padre Tommy e alle decine di musicisti rimasti nell'ombra nonostante i brani da loro registrati fossero conosciuti in tutto il mondo.
La produzione vera e propria è iniziata nel giugno 1996 ed è stata completata nel febbraio 2008. Il film è stato proiettato in festival cinematografici in Nord America ed è stato il film di chiusura del Nashville Film Festival il 24 aprile 2008. Una campagna Kickstarter alla fine del 2013 ha raccolto oltre trecentomila dollari, necessari per coprire le licenze musicali e i costi di distribuzione. Il film è uscito nelle sale degli Stati Uniti il 13 marzo 2015.

## Riconoscimenti
- Seattle International Film Festival: premio del pubblico (2008)
- International Documentary Association: Nominato per l'Alan Ett Music Documentary Award (2008)
- The Rome International Film Festival : miglior documentario e premio del pubblico (2008)
- Anchorage International Film Festival: premio del pubblico (2008)
- Barbados International Film Festival: miglior documentario (2008)
- Savannah Film Festival: Standing Ovation Award (2008)
- Tallgrass Film Festival: premio del pubblico (2008)
- Idaho International Film Festival: vincitore miglior documentario (2008)
- Buffalo Niagara Film Festival: premio del pubblico (2008)
- Nashville Film Festival: Honorable Mention Impact of Music Award (2008)
- Rhode Island International Film Festival: vincitore documentario (2008)
- Connecticut Film Festival: premio del pubblico (2010)